# Perico (Cuba)
Perico è un comune di Cuba, situato nella provincia di Matanzas.